# Tutaibo rusticellus
Tutaibo rusticellus är en spindelart som först beskrevs av Eugen von Keyserling 1891.  Tutaibo rusticellus ingår i släktet Tutaibo och familjen täckvävarspindlar. Inga underarter finns listade i Catalogue of Life.